# توماس یان
توماس یان (آلمانی: Thomas Jahn؛ زادهٔ ۹ ژوئیهٔ ۱۹۶۵) کارگردان سینما و تلویزیون اهل آلمان است.
وی کارگردان فیلم‌هایی همچون کوبیدن بر در بهشت و ۸۰ دقیقه بوده‌است.